# Germaine Ahidjo

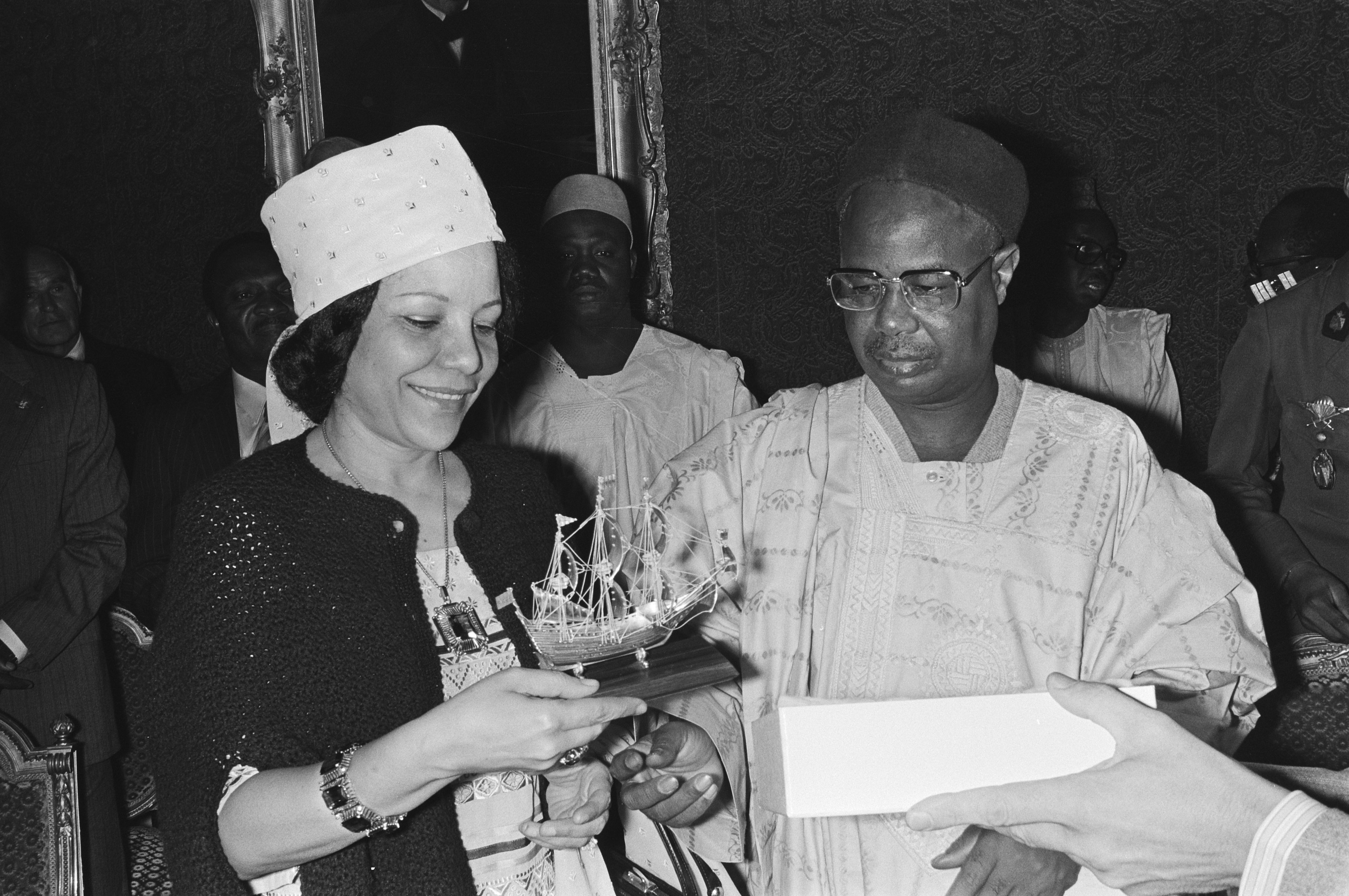
Germaine Ahidjo (1979)

Germaine Ahidjo, sinh năm 1932-2021 tại Mokolo, là vợ của tổng thống đầu tiên của Cộng hòa Cameroon, Ahmadou Ahidjo. Do đó, bà là Đệ nhất phu nhân của Cameroon từ năm 1960 đến năm 1982.

## Tiểu sử
Germaine Habiba Ahidjo được sinh ra ở Mokolo năm 1922 tại Hawa và Yaya Boubawa.
Năm 1942, bà có được chứng chỉ học tập tại Yaoundé. Sau đó, bà gia nhập Girls College of Douala, ngày nay là trường trung học New-Bell.
Năm 1947, bà được trao học bổng cho Pháp, nơi bà tốt nghiệp y tá nhà nước năm 1952 và chuyên về các bệnh nhiệt đới.
bà kết bạn với Ahmadou Ahidjo vào năm 1955 và họ kết hôn vào ngày 17 tháng 8 năm 1957. Họ có ba bà con gái: Babette, Aissatou và Aminatou. Bà cũng có một con trai, Daniel Toufick, được sinh ra trước khi kết hôn với Ahidjo. Mohamadou Badjika Ahidjo, hiện là phó và đại sứ thỉnh giảng, là con trai của Ahidjo với người vợ đầu tiên, Ada Garoua. Sau khi chồng từ chức năm 1982 và án tử hình vắng mặt do kết quả của việc bà được cho là có liên quan đến cuộc đảo chính thất bại năm 1984, họ đã định cư tại Dakar, Sénégal, nơi bà vẫn sống. Chồng bà mất ngày 30 tháng 11 năm 1989. Kể từ đó, bà đã được vận động để phục hồi chức năng chính thức của mình, bao gồm cả việc hồi hương tro cốt của bà đến Cameroon.